# Нємцовки

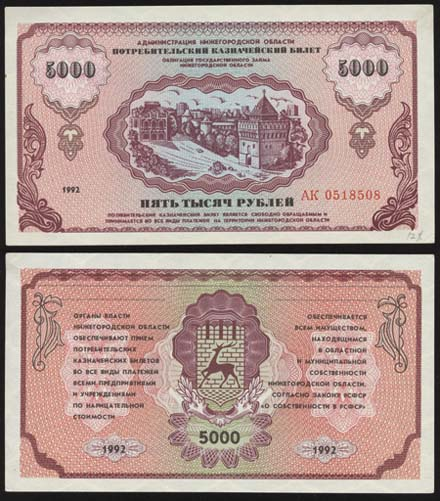
«Нємцовка» номіналом 5000 рублів

Нємцовки — грошові знаки, підготовлені до обігу адміністрацією Нижньогородської області у 1992 році. За задумом, вони повинні виконувати і роль грошових знаків, та облігацій державної позики області, про що свідчать написи на бонах:
| Споживчий казначейський квиток і облігація державної позики Нижегородської області. |
У суспільстві ці гроші отримали назву «нємцовок» — за прізвищем голови адміністрації області Бориса Нємцова. У реальному житті міста Дзержинська Нижегородської області номінали від 50 до 1000 рублів використовувалися як «бензинові» гроші, тобто видавалися в рахунок зарплати для придбання бензину. Причому діяли вони протягом короткого терміну — весни 1992 року. Номінали ж 1000, 5000 і 10 000 рублів використовувалися як облігації обласної позики. Купівля та реєстрація їх проводилася тільки при наявності паспорта та обласної прописки.
Відомі також облігації другого (липень 1994 року, номінали 50 000, 200 000, 1 000 000 і 2 000 000 рублів) і третього (жовтень 1994 року, номінали 75 000, 150 000—750 000 руб.) обласних позик (так звані «нємцовки-2» і «нємцовки-3»).